# Кивуй

Кивуй — река в России, протекает по Тихвинскому району Ленинградской области. Устье реки находится в 29 км по правому берегу реки Капши, у посёлка Капшинский и деревень Концы, Абрамово, Теренино. Длина реки составляет 11 км.

## Данные водного реестра
По данным государственного водного реестра России относится к Балтийскому бассейновому округу, водохозяйственный участок реки — Свирь, речной подбассейн реки — Свирь (включая реки бассейна Онежского озера). Относится к речному бассейну реки Нева (включая бассейны рек Онежского и Ладожского озера).
По данным геоинформационной системы водохозяйственного районирования территории РФ, подготовленной Федеральным агентством водных ресурсов:
- Код водного объекта в государственном водном реестре — 01040100812102000013598
- Код по гидрологической изученности (ГИ) — 102001359
- Код бассейна — 01.04.01.008
- Номер тома по ГИ — 2
- Выпуск по ГИ — 0